# Alexander Titz

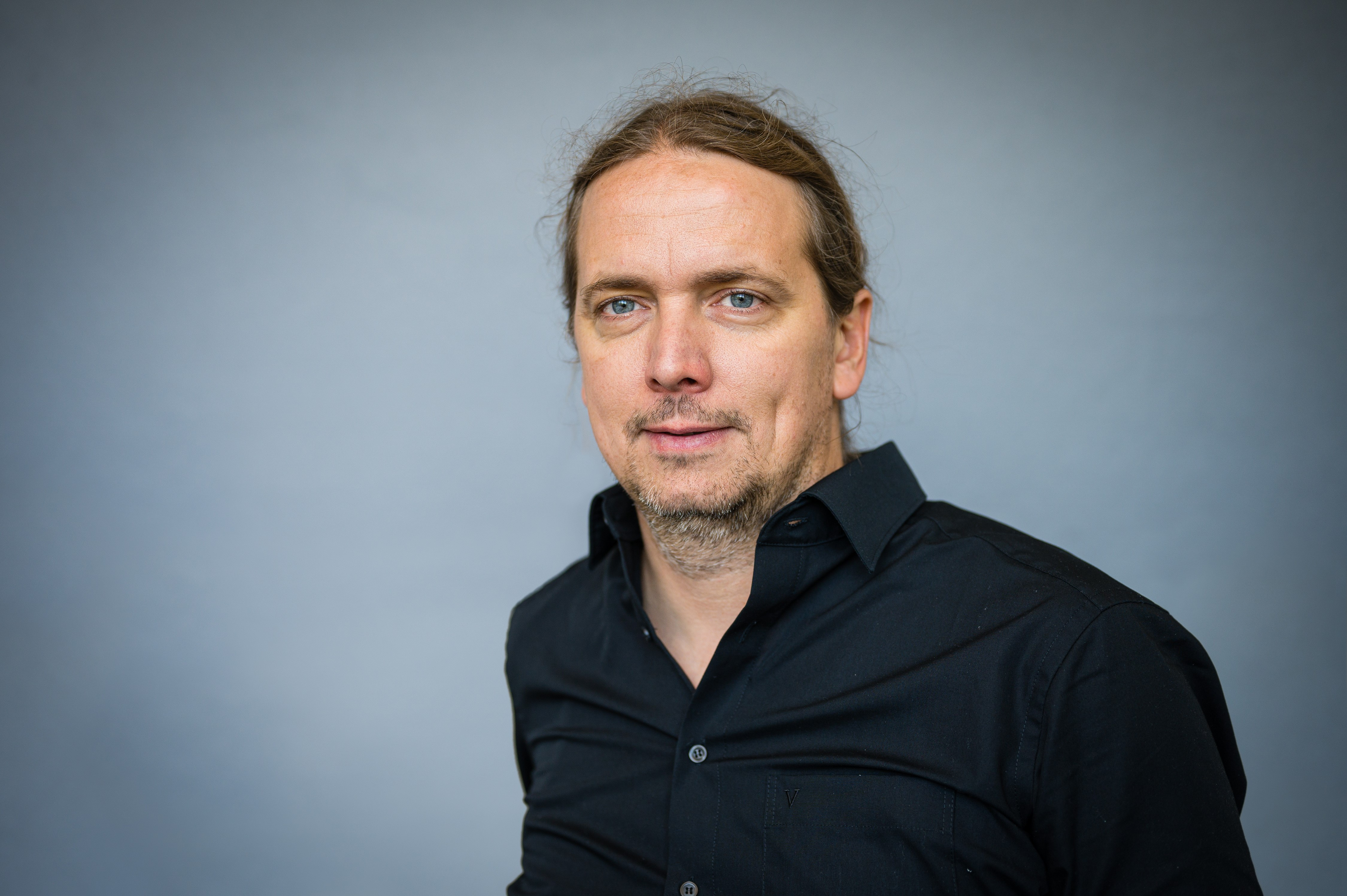
Alexander Titz, Professor für Organische und Pharmazeutische Chemie an der Universität des Saarlandes.

Alexander Titz (geboren 1977) ist ein deutscher Chemiker. Er ist seit 2020 Professor für Organische und Pharmazeutische Chemie an der Universität des Saarlandes. Seit 2018 leitet er die Arbeitsgruppe für Chemische Biologie der Kohlenhydrate am Helmholtz-Institut für Pharmazeutische Forschung Saarland (HIPS). Sein Team arbeitet unter anderem an der Entwicklung neuer Glycomimetika zur Bekämpfung chronischer bakterieller Infektionen durch Inhibition der Biofilmbildung (z. B. in Pseudomonas aeruginosa).

## Werdegang
Nach einem Studium der Chemie an der TU Darmstadt mit Stationen an der Universität Bordeaux und bei Novartis Pharma, promovierte Alexander Titz 2008 in der Gruppe von  Beat Ernst am Institut für Molekulare Pharmazie der Universität Basel. Anschließend war er bis 2010 PostDoc in der Gruppe von  Markus Aebi am Institut für Mikrobiologie an der ETH Zürich. Als Gastwissenschaftler arbeitete Alexander Titz im Jahr 2008 mit  Iain Wilson an der Universität für Bodenkultur Wien. Von 2010 bis 2013 war Alexander Titz Fellow des Zukunftskollegs und Mitglied des Fachbereichs Chemie an der Universität Konstanz. Seit 2013 war Titz Juniorgruppenleiter und seit 2018 Gruppenleiter am HIPS. Parallel dazu ist er seit 2013 Leiter der Nachwuchsgruppe „Medizinische Chemie“ mit Schwerpunkt Naturstoffe des Deutschen Zentrums für Infektionsforschung (DZIF), die im Jahr 2020 in eine DZIF-Professur überführt wurde. 2016 erhielt Alexander Titz einen ERC Starting Grant. Im Jahr 2020 wurde er W2-Professor für Organische und Pharmazeutische Chemie an der Universität des Saarlandes.

## Ehrungen und Auszeichnungen
| 2010 | Klaus-Grohe-Preis für medizinische Chemie, Gesellschaft Deutscher Chemiker (GDCh) |
| 2012 | Mitglied der „Young Leaders in Science“, Schering Foundation, Berlin              |
| 2018 | Innovationspreis in Medizinisch/Pharmazeutischer Chemie, GDCh & DPhG              |
| 2018 | EFMC-Preis für einen jungen Medizinalchemiker in der akadem. Wissenschaft         |